# Seifert-Fläche
Die Seifert-Fläche, benannt nach dem Mathematiker Herbert Seifert, bezeichnet in der Knotentheorie, einem Teilgebiet der Topologie, eine von einem Knoten oder einer Verschlingung berandete Fläche. Diese Flächen können dazu verwendet werden, um Eigenschaften der dazu assoziierten Verschlingungen (beziehungsweise Knoten) zu untersuchen. Beispielsweise können Invarianten von Verschlingungen oder Knoten mittels Seifert-Flächen bestimmt werden.

## Definition
Sei {\displaystyle \mathrm {S} ^{3}} die 3-Sphäre und {\displaystyle L\subset \mathrm {S} ^{3}} eine orientierte Verschlingung. Eine Seifert-Fläche ist eine kompakte, orientierte, zusammenhängende, in {\displaystyle \mathrm {S} ^{3}} enthaltene Fläche, die die Verschlingung {\displaystyle L} als orientierten Rand besitzt.
Die Existenz einer Seifertfläche für jeden polygonalen Knoten wurde 1930 von Frankl und Pontrjagin bewiesen.

## Konstruktion

Seifert-Fläche der Kleeblattschlinge (Geschlecht 1)

Es gibt einen Algorithmus, der zu jeder orientierten Verschlingung eine Seifert-Fläche konstruiert. Dieser heißt Seifert-Algorithmus. Im nächsten Abschnitt wird nun zuerst eine einfachere Methode aufgezeigt, um eine kompakte zusammenhängende Fläche zu einer Verschlingung zu konstruieren, die aber im Allgemeinen nicht orientierbar ist.
Mit dem Algorithmus, der an die Konstruktion eines Schachbretts erinnert, kann eine kompakte, zusammenhängende, aber nicht immer orientierbare Fläche konstruiert werden. Man färbt dazu die Gebiete eines Knotendiagramms abwechselnd schwarz und weiß, so dass benachbarte Gebiete unterschiedliche Farben haben. Dies ist bei Verschlingungen immer möglich. Danach werden alle Gebiete mit der gleichen Farbe, die durch halb verdrehte Streifen verbunden sind, als ein Gebiet betrachtet. Dies ist dann eine Fläche mit der Verschlingung als Rand, die im Allgemeinen aber nicht orientierbar ist.
Der Seifert-Algorithmus liefert eine zu einem gegebenen Knoten gehörige Seifert-Fläche, also eine orientierbare Fläche, deren Rand mit dem gegebenen Knoten übereinstimmt. Diese ist durch den Knoten im Allgemeinen nicht eindeutig bestimmt. Dazu werden auf dem Knotendiagramm die Überkreuzungspunkte ausgewählt und an diesen Punkten wird das Diagramm zerschnitten. Dadurch zerfällt das Knotendiagramm in 2d „Teilstrecken“, wenn d die Anzahl der Überkreuzungspunkte ist. Die Teilstrecken werden alle mit einer festen Orientierung versehen, die einer bestimmten Durchlaufung des Knotendiagramms entspricht. Ferner werden je zwei zugeordnete Teilpunkte, das sind solche Punkte, die über demselben Doppelpunkt der Projektion liegen, durch eine geradlinige „Verbindungsstrecke“ verbunden. Der aus den Teilstrecken und Verbindungsstrecken bestehende Streckenkomplex wird nun auf folgende Weise in „Kreise“ eingeteilt. Man durchläuft eine Teilstrecke, wie es die festgesetzte Orientierung angibt, danach die an den Endpunkt der Teilstrecke angrenzende Verbindungsstrecke, darauf die von dem neuen Knotenpunkt ausgehende Teilstrecke, dann wieder eine Verbindungsstrecke und so fort. Schließlich kommt man einmal zum Ausgangspunkt zurück. Gibt es danach eine noch nicht durchlaufene Teilstrecke, so gibt sie zu einem neuen Kreis Anlass. So mögen sich im ganzen f Kreise bilden lassen. Jede Teilstrecke kommt in genau einem Kreise vor, jede Verbindungsstrecke dagegen in zweien, von denen sie in entgegengesetzten Richtungen durchlaufen wird. Diese Kreise projizieren sich in die Ebene in doppelpunktfreie Polygone, die einander offenbar nicht durchsetzen. Es wird nun in jeden Kreis ein Elementarflächenstück eingespannt, wobei man annehmen kann, dass sich jedes Elementarflächenstück, abgesehen von den Verbindungsstrecken, eineindeutig in die Ebene projiziert und dass zwei verschiedene Elementarflächenstücke keinen mittleren Punkt gemeinsam haben. Die f Elementarflächenstücke bilden zusammen eine in den Knoten eingespannte Fläche. Sie ist orientierbar, da jede Verbindungsstrecke von den beiden zugehörigen Kreisen in entgegengesetzten Richtungen durchlaufen wird.
Für alternierende Knotendiagramme liefert der Seifert-Algorithmus eine Fläche minimalen Geschlechts.

## Seifert-Matrix
Sei {\displaystyle S} eine Seifert-Fläche und {\displaystyle g} ihr Geschlecht. Die Schnittform {\displaystyle Q} auf der Homologiegruppe {\displaystyle H_{1}(S)} von {\displaystyle S} ist schiefsymmetrisch und es gibt eine Basis aus {\displaystyle 2g} Zykeln
{\displaystyle a_{1},a_{2},\ldots ,a_{2g}},
so dass {\displaystyle Q=(Q(a_{i},a_{j}))}  die direkte Summe aus {\displaystyle g} Kopien von
{\displaystyle {\begin{pmatrix}0&-1\\1&0\end{pmatrix}}}
ist. Man definiert dann eine {\displaystyle 2g\times 2g}-Matrix {\displaystyle V}, deren Einträge {\displaystyle v(i,j)} berechnet werden als die Verschlingungszahl von {\displaystyle a_{i}} und dem pushoff von {\displaystyle a_{j}} aus der Fläche. Die Matrix {\displaystyle V=(v(i,j))} heißt Seifert-Matrix der Seifert-Fläche.
Es gilt {\displaystyle V-V^{*}=Q}, wobei {\displaystyle V^{*}=(v(j,i))} die transponierte Matrix bezeichnet. Mit Hilfe der Seifert-Matrix kann das Alexander-Polynom {\displaystyle \Delta _{K}} des Knotens {\displaystyle K} berechnet werden, denn es gilt
{\displaystyle \Delta _{K}(t)=\det(V-tV^{*})}.
Die Signatur der symmetrischen Bilinearform {\displaystyle V+V^{*}} wird als Signatur des Knotens {\displaystyle K} bezeichnet.
Die Determinante von {\displaystyle V+V^{*}} wird als Determinante des Knotens {\displaystyle K} bezeichnet. Sie lässt sich berechnen als Wert des Alexander-Polynoms in {\displaystyle -1}.

## Geschlecht eines Knotens
Als Geschlecht eines Knotens (engl.: knot genus) g(K) bezeichnet man das minimale Geschlecht einer Seifert-Fläche des Knotens K.
Beispiele:
- Der triviale Knoten ist der einzige Knoten mit g(K)=0 (er ist Rand einer Scheibe, hat also Geschlecht = 0).
- Für den Kleeblattknoten und den Achtknoten ist g(K)=1.
- Für den (p,q)-Torusknoten ist g(K)=(p-1)(q-1)/2.

Aus der Formel {\displaystyle \Delta _{K}(t)=\det(V-tV^{*})} folgt unmittelbar, dass der Grad des Alexander-Polynoms höchstens {\displaystyle 2g(K)} ist. Gleichheit gilt für alternierende Knoten, im Allgemeinen muss Gleichheit nicht immer gelten.
Friedl und Vidussi haben aber bewiesen, dass man g(K) mittels getwisteter Alexander-Polynome berechnen kann:
{\displaystyle g(K)=\max \left\{{\frac {1}{k}}\operatorname {deg} \Delta _{K,\rho }\mid \rho \colon \pi _{1}(S^{3}-K)\rightarrow U(k)\right\}}
wobei {\displaystyle \rho } alle unitären Darstellungen der Knotengruppe {\displaystyle \pi _{1}(S^{3}-K)} durchläuft und {\displaystyle \Delta _{K,\rho }} das mit {\displaystyle \rho } getwistete Alexanderpolynom ist.